# Ampulex nasuta
Ampulex nasuta là một loài côn trùng cánh màng trong họ Ampulicidae, thuộc chi Ampulex. Loài này được Er. Andr� miêu tả khoa học đầu tiên năm 1895.